# 網路恐怖主義
網路恐怖主義（英語：cyberterrorism）是指利用互聯網進行導致或威脅生命喪生或重大身體傷害的暴力行為，目的是通過威脅或恐嚇獲得政治或思想上的收穫。有時也將其視為互聯網恐怖主義行為，其中恐怖活動包括故意通過電腦病毒、電腦蠕蟲、和網絡釣魚等其他惡意軟體和硬體方法以及編程腳本工具故意大規模破壞電腦網絡，特別是連接到互聯網的個人電腦的行為。網絡恐怖主義是一個有爭議的術語。一些作者選擇了一個非常狹窄的定義，該定義與已知恐怖組織針對信息系統部署破壞性攻擊有關，其主要目的是製造警報、恐慌或人為破壞。其他作者則傾向於更寬泛的定義，其中包括網絡犯罪。即使沒有採取暴力手段，參與網絡攻擊也會影響對恐怖威脅的感知。根據某些定義，可能難以區分哪些線上活動是網絡恐怖主義或網絡犯罪。
網路恐怖主義也可以定義為故意使用電腦、網路和公共互聯網對個人目標造成破壞和傷害。經驗豐富的網路恐怖分子，擅長於駭客攻擊，可能對政府系統、醫院記錄和國家安全計劃造成重大破壞，這可能會使一個國家、社區或組織陷入動盪，並擔心進一步遭到攻擊。這種恐怖分子的目標可能是政治上或意識形態上的，因此這可以被視為一種恐怖攻擊的形式。
政府和媒體對網路恐怖主義可能造成的潛在破壞感到十分關注，這促使政府機構，例如聯邦調查局（FBI）和中央情報局（CIA）做出努力，打擊網路攻擊和網路恐怖主義。
網路恐怖主義有幾個主要和次要實例。蓋達組織利用互聯網與支持者進行溝通，甚至招募新成員。愛沙尼亞是一個波羅的海國家，其技術在不斷發展，在因安置位於愛沙尼亞首都塔林的第二次世界大戰蘇聯雕像而引起的爭端之後，2007年4月成為網絡恐怖攻擊的戰場。

## 综述
关于网络恐怖主义范围的基本定义存在争议。这些定义可以是狭义的——例如，利用互联网攻击其他系统，威胁个人或财产安全；它们也可以很广泛——包括恐怖分子通过互联网对信息技术基础设施进行的常规攻击。根据动机、目标、方法和在攻击中计算机地位的不同，对网络恐怖主义范围的资格归类也不同。美国政府机构也在使用不同的定义，到目前为止，这些类似机构都尚未试图引入一个在其势力范围之外、具有约束力的标准。